# Haemaphysalis ornithophila
Haemaphysalis ornithophila är en fästingart som beskrevs av Harry Hoogstraal och Glen M. Kohls 1959. Haemaphysalis ornithophila ingår i släktet Haemaphysalis och familjen hårda fästingar. Inga underarter finns listade i Catalogue of Life.